# Вардашева, Ольга Олеговна
Ольга Олеговна Вардашева (19 апреля 1946, Иристон, Северо-Осетинская АССР — 15 января 2023, Беслан, Республика Северная Осетия — Алания) — советская и российская актриса и певица (меццо-сопрано) . Заслуженная артистка РСФСР (1980) и Северо-Осетинской АССР (1977).

## Биография
Родилась 19 апреля 1946 года в Беслане Северо-Осетинской АССР. Об отце, которого звали Олегом Михайловичем Сикоевым, известно мало. По национальности он был осетином и приходился внуком священнику Георгию Константиновичу Сикоеву (1845—1897), известному на Кавказе своей просветительской работой и строительством сельских школ и храма.
Её мать — Тамара Александровна Вардашева — артистка Осетинского ансамбля песни и пляски.

В 1955 году мама и приёмный отец Александр Иванович Августынюк переехали в Ленинград, Ольга осталась в Беслане на воспитании бабушки и дедушки.
«Я захотела петь, еще будучи совсем маленькой. Подружки мне говорили: „Олька, ты хорошо поёшь!“ Это был 3-й или 4-й класс школы. Но я стеснялась. Почему-то боялась и стеснялась. Мы жили в рабочем поселке, где не было ни музыкального училища, ни школы. Моя мама — актриса, вышла замуж и уехала в Ленинград, а я осталась с дедушкой и бабушкой, потому что она по три-четыре месяца в году ездила по гастролям и боялась брать меня с собой в Питер. Отчим был корреспондентом газеты „Гудок“. Когда они решили меня забрать, шёл 8-9-й класс, и, чтобы я не болталась на улице, меня отдали на Электротехнический завод на улице Боровой и в школу рабочей молодежи при нём. На заводе была самодеятельность — ребята играли на музыкальных инструментах. А поскольку я за станком пела (кругом висели занавески, и я не стеснялась), меня пригласили. На своём первом концерте я пела под Пьеху „Дунай-Дунай“. Все говорили, очень похоже. А потом один из музыкантов сказал, что видел афишу: в Дом культуры пищевой промышленности искали певицу в симфоджаз-оркестр.»
В 1960 году Ольга приехала к маме и приёмному отцу в Ленинград. Совмещала учёбу в школе рабочей молодежи с работой комплектовщицей на электротехническом заводе. Тогда же она начала заниматься в художественной самодеятельности, увлекалась оперным пением, несколько лет выступала с джазовым коллективом, которым руководил Евгений Болотинский.

Поступила в музыкальное училище имени Николая Римского-Корсакова, где в то время открылось специальное эстрадное отделение. Однако проучилась она там всего один год:
«Из училища я ушла сама, потому что за все время моего обучения там так и не смогли найти специалиста эстрадного пения. Педагоги постоянно менялись, связки уставали, и я решила уйти».
В начале 1960-х началась профессиональная карьера — артистка «Ленконцерта», солистка джаз-оркестра под руководством Анисимова и оркестра Анатолия Бадхена.
С 1966 года — солистка Ленинградского мюзик-холла под руководством Ильи Рахлина.
В 1970-х годах на эстраде был популярен дуэт Ольги Вардашевой и Людмилы Невзгляд. На фирме «Мелодия» записано несколько дисков и более 30 песен.
Скончалась 15 января 2023 года. Похоронена в Беслане.

## Семья
Отец — Олег Михайлович Сикоев (ум. ?)
Отчим — Александр Иванович Августынюк (1908—1989), корреспондент газеты «Гудок». Похоронен в Гатчине на старом кладбище.
Мать — Тамара Александровна Вардашева (ум. ?), артистка Осетинского ансамбля песни и пляски.

О своей личной жизни Ольга Вардашева говорить не любила. На первом месте для неё всегда был театр, но годы спустя артистка сильно жалела, что так и не родила детей:
«Я всегда боялась хоть ненадолго оторваться от работы, думала, всё успею. А потом оказалось поздно», — сетовала она в 1998 году.

## Награды
- Заслуженная артистка РСФСР (2.07.1980).
- Заслуженная артистка Северо-Осетинской АССР (1977).

## Творчество

### СпектаклиЛенинградского мюзик-холла
- 1967 — «Нет тебя прекрасней»
- 1971 — «Миллион новобрачных»
- 1970-е — «Моя Кармен»

### Фильмография
- 1976 — Сентиментальный роман — певица
- 1976 — Небесные ласточки — одна из воспитанниц пансиона / зрительница в директорской ложе театра-варьете
- 1981 — Семь счастливых нот — Ольга Гардина
- 1981 — Шляпа — Римма Ипполитовна

### Дискография
Сольные песни:
- «Беда-не беда»
- «До свиданья-прощай»
- «За рекою туман»
- «Заснеженная песня»
- «Зачем ты плачешь»
- «Кто виноват»
- «Мать солдата»
- «Мне снится край»
- «Наедине с дождём»
- «Начинается всё с любви»
- «Не судите меня»
- «Нежная память»
- «Огонь рябины»
- «Отчий дом»
- «Песня весны»
- «Разве тот мужчина»
- «Серебряные свадьбы»
- «Три соловья»
- «Чудо-кони»
- «Я иду по дороге»
- «Ямщик, не гони лошадей»

В дуэте с Людмилой Невзгляд:
- «А было так»
- «Белый танец»
- «Две розы»
- «Заветный камень»
- «Завтра»
- «Звезда искусственного льда»
- «К прошлому возврата нет»
- «Каждый день твой»
- «Как забыть тебя»
- «Когда ушла любовь»
- «Крылья мельниц»
- «Момчета»
- «На острове Буяне»
- «Память»
- «Печаль порта»
- «Снова и снова»
- «Спасибо, сердце»
- «Спой мне песню»
- «Старый костёр»
- «Холодный вечер»
- «Чудо-зеркальце»
- «Я жду тебя»